# Colonne commémorative

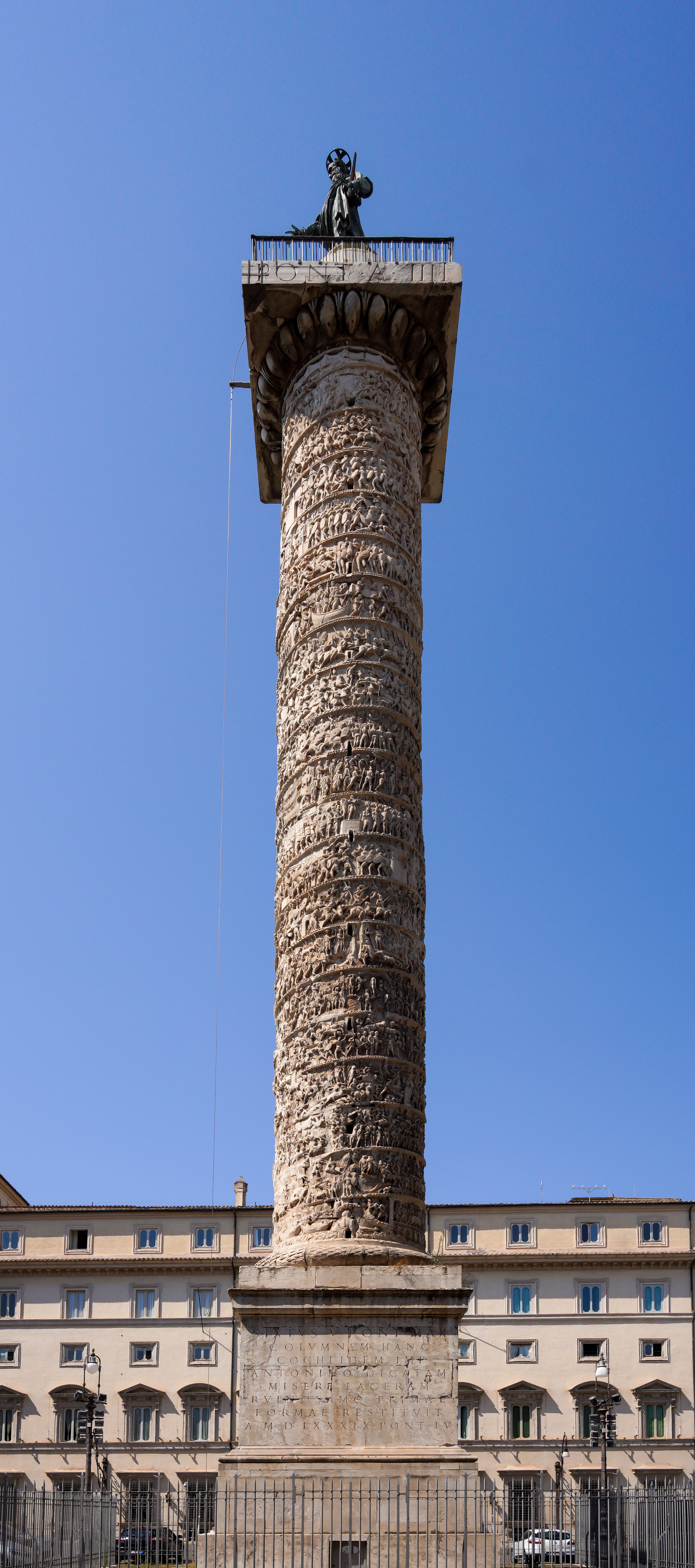
Colonne de Marc Aurèle à Rome

Une colonne commémorative est un monument érigé en commémoration d'un événement important, victoire militaire, prise d'indépendance ou autre événement politique, ou encore en l'honneur d'un personnage important.
Installée sur une place publique, d'une hauteur importante, construite en matériaux durables, de pierre ou de bronze, elles sont destinées à durer et à impressionner. Leur modèle est bien souvent la colonne Trajane où d'autres monuments de l'Antiquité, remise au goût du jour durant les XVIIIe et XIXe siècles.
Généralement fortement ornées et sculptées, ou couvertes d'inscriptions, dates, noms de personnages importants ou relations de hauts faits, elles comportent de nombreux éléments symboliques et sont surmontées de la représentation d'un dirigeant ou de sa représentation.
Certaines comportent dans leur fût un escalier qui permet de monter au sommet.

## Dans l’Antiquité

### Rome
- Colonne d'Antonin le Pieux (Columna Antonini Pii), construite en 161 ap. J.-C.
- Colonne de Marc-Aurèle (Columna M. Aurelii Antonini), construite à la fin du IIe siècle
- Colonne de Phocas (Columna Phocatis), construite en 608 ap. J.-C.
- Colonne de Trajan (Columna Traiani), construite en 113 ap. J.-C.
- Colonne rostrale d'Aemilius Paullus (Columna Rostrata Aemilii Paulli), construite vers 255 av. J.-C.
- Colonne rostrale d'Auguste (Columna Rostrata Augusti), construite après 36 av. J.-C.
- Colonnes rostrales de Duilius (Columnae Rostratae Duilii), construites après 260 av. J.-C.
- Colonne rostrale de Maximus (Columna Rostrata Maximii), construite après 338 av. J.-C.

### Constantinople
- Colonne de Constantin
- Colonne d'Arcadius

## Époque moderne

### Allemagne
- Ottosäule (Ottobrunn, Bavière)
- Siegessäule (Berlin)

### Belgique
- Colonne du Congrès (Bruxelles)
- Colonne Victor Hugo (Lasne)

### Brésil
- Monument aux Héros de Laguna et Dourados (Rio de Janeiro)

### Canada
- Colonne Nelson (Montréal)

### Croatie
- Statue votive de la Sainte-Trinité (Osijek)

### France
- Colonne Médicis (Paris)
- Colonne Vendôme (Paris)
- Colonne de la République (Cayenne, Guyane)
- Colonne de Juillet (Paris)
- Colonne de la duchesse de Berry (Luz-Saint-Sauveur, Hautes-Pyrénées)
- Colonne de la duchesse d'Angoulême (Luz-Saint-Sauveur, Hautes-Pyrénées)
- Colonne de la duchesse d'Angoulême (Saint-Florent-le-Vieil)
- Colonne de la Victoire (Dunkerque)
- Colonne de la Grande Armée (Wimille)
- Colonne Napoléon (Val-de-la-Haye, Seine-Maritime)
- Colonne Napoléon (Luz-Saint-Sauveur, Hautes-Pyrénées)
- Colonne de la Déesse (Lille)
- Colonne Louis-XVI (Nantes)
- Monument américain de Montfaucon (Montfaucon-d'Argonne)
- La Consulaire (Brest)
- Colonne commémorative de Montmirail (Montmirail (Marne) et Marchais-en-Brie (Aisne)
- Colonne de peste de Marseille
- Colonne des Girondins à Bordeaux

### Royaume-Uni
- Colonne Nelson (Londres)
- Colonne du duc d'York (Londres)

### Russie
- Colonne de la Gloire (Saint-Pétersbourg)

### Tchéquie
- Colonne de la Sainte Trinité d'Olomouc